# Léognan
Léognan är en kommun i departementet Gironde i regionen Nouvelle-Aquitaine i sydvästra Frankrike. Kommunen ligger i kantonen La Brède som tillhör arrondissementet Bordeaux. År 2022 hade Léognan 10 723 invånare.

## Befolkningsutveckling
Antalet invånare i kommunen Léognan
Referens:INSEE